# Cherif Ould Abidine
Pour les articles homonymes, voir Abidine.
Cherif Ould Abidine, né vers 1969 à Tassara, est un homme politique nigérien. Il est en général issu d'une grande tribu arabe "Dermachaka"   et en particulier il est "Zerhouni". Cherif s'est implanté à Agadez où il exerçait ses activités politiques et para politiques. 
Il était également le propriétaire de la compagnie nigérienne de bus 3STV,
Chérif Ould Abidine est nommé en mars 2010 conseiller spécial du président du Conseil suprême pour la restauration de la démocratie, la junte au pouvoir de 2010 à 2011 après le coup d'État de la même année. Puis il est élu député en 2011 avant de démissionner en 2012, probablement pour pouvoir continuer à répondre à des offres de marchés publics, tout en restant le président de la section d'Agadez du PNDS-Tarayya (le parti au pouvoir),. Il est le candidat du pouvoir aux législatives de février 2016
Le président Mahamadou Issoufou ainsi que beaucoup d'autres dignitaires assistent à ses funérailles et un rond-point à Agadez, à côté de l’Emaïr, porte son nom.